# Valentinas Bagdonas
Valentinas Bagdonas (født 29. september 1929 i Sliubai, Litauen, død 2009) var en litauisk komponist, lærer, leder og forfatter.
Bagdonas studerede komposition på Statsmusikkonservatoriet i Litauen hos Antanas Raciunas. Han underviste i komposition på Skolen for Kulturel Uddannelse i Vilnius. Bagdonas har skrevet 2 symfonier, 2 klaverkoncerter, orkesterværker, kammermusik, operaer, vokalmusik etc. Han var leder af den Litauiske Komponistforening, og skrev artikler og bøger om litauisk musik.

## Udvalgte værker
- "Ungdoms" Symfoni nr. 1 (1961) - for orkester
- "Freds" Symfoni nr. 2 (1979) - for sopran, fortæller, kor og orkester
- Klaverkoncert nr. 1 (1963) - for klaver og orkester
- Klaverkoncert nr. 2 (1982) - for klaver og orkester